# گیدو پدرونی
گیدو پدرونی (انگلیسی: Guido Pedroni; ۲۱ اوت ۱۸۸۳ – ۶ فوریهٔ ۱۹۶۴) بازیکن فوتبال اهل ایتالیا بود.
از باشگاه‌هایی که در آن بازی کرده‌است می‌توان به باشگاه فوتبال آ.ث. میلان اشاره کرد.